# IAI I-View
I-View («Наблюдатель») — тактический комплекс БПЛА, выпускается в трёх вариантах: MK50, MK150 и MK250.
Разработан израильской фирмой IAI. Первый полет совершил в 2002 г. Предназначен для разведки целей, корректировки огня, обнаружения мест падения других БПЛА и самолётов. В состав полезной нагрузки дрона в штатном варианте входят комбинированная оптико-электронная и ИК-система наблюдения POP300.
В 2009 году комплекс вошёл в число трёх моделей и 12 БПЛА приобретённых Министерством обороны России у Израиля за $53 млн. Вместе с I-View MK150 были также приобретены переносной комплекс мини-БПЛА Bird-Eye 400 и БПЛА средней тяжести класса Searcher Mk II.

## ЛТХ
| Вариант                         | I-View MK50 | I-View MK150 | I-View MK250 |
| ------------------------------- | ----------- | ------------ | ------------ |
| Радиус действия, км             | 50          | 100          | 150          |
| Продолжительность полета, ч     | 6           | 7            | 8            |
| Потолок, м                      | 4600        | 5200         | 6100         |
| Максимальная взлётная масса, кг | 65          | 160          | 250          |
| Грузоподъёмность, кг            | 10          | 20           | 60           |
| Длина, м                        | 2.7         | 3,1          | 4,1          |
| Размах крыльев, м               | 4.0         | 5,7          | 7,1          |
| Источник: Israeli weapons       |             |              |              |